# Steareth
Steareth is de verkorte naam voor polyethyleenglycolstearylethers, dit zijn alkylpolyglycolethers van stearinezuur. Het zijn oppervlakte-actieve stoffen, waarvan het hydrofiele deel bestaat uit een polyethyleenglycolketen en het lipofiele deel van het vetzuur afkomstig is. Steareth wordt gevolgd door een getal dat correspondeert met het gemiddeld aantal ethyleenoxide-eenheden in die polyethyleenglycolketen. Een veelgebruikte vertegenwoordiger van deze groep is steareth-21, dat een emulgator is in vele cosmetische producten.
De structuurformule van een steareth is CH3-(CH2)16-CH2-(O-CH2-CH2)n-OH. Voor het geval van steareth-21 is n gemiddeld gelijk aan 21.
Ze worden bereid door ethyleenoxide te reageren met octadecanol (stearylalcohol), dit is het vetalcohol afgeleid van stearinezuur. 
Steareths met lange ethyleenoxideketens zijn wasachtige vaste stoffen; die met kortere ketens zijn vloeibaarder. Steareths met korte ketens, bijvoorbeeld steareth-2, zijn water-in-olie-emulgatoren: het hydrofiele deel is dan kleiner en ondergeschikt aan het lipofiele deel. Die met lange ketens, zoals steareth-100, zijn olie-in-water-emulgatoren: het lange hydrofiele deel is dan dominant.
De aanduiding -eth wordt ook gebruikt voor polyethyleenglycolethers van andere, lineaire of vertakte vetalcoholen; bijvoorbeeld laureth (ethers van laurylalcohol of 1-dodecanol), myristeth (van myristylalcohol of tetradecanol), ceteth (van cetylalcohol of hexadecanol) enzovoort.